# Roberto Kreimerman
Roberto Kreimerman (Montevidéu, 30 de julho de 1958) é um engenheiro químico e político uruguaio.
Graduado em engenharia química na Universidade da República, com mestrado em finanças e comércio internacional na Universidade de Barcelona.
Afiliado à Frente Ampla, foi Ministro da Indústria, Energia e Mineração do Uruguai de 1 de março de 2010 a 28 de fevereiro de 2015, no gabinete do presidente José Mujica.